# آسیاب آبی تدرویه شماره ۴
آسیاب آبی تدرویه شماره ۴ مربوط  به دوره صفویه-قاجاریه است و در روستای تدرویه، بخش مرکزی، شهرستان بستک، استان هرمزگان واقع شده است. این اثر در تاریخ ۲۴ اسفند ۱۳۸۴ با شمارهٔ ثبت ۱۵۳۷۸ به‌عنوان یکی از آثار ملی ایران به ثبت رسیده است.